# 경영의 역사
이 문서에서는 경영의 발전 과정에 대해 서술한다.
자본주의적 경제체제가 미숙하던 시기에는 기업체의 소유자는 그 기업의 모든 것을 최종적으로 결정하는 경영자였다. 오늘날에도 개인기업체나 기족회사 등에서는 그 기업체에 관여하고 있는 회사원이 재산권을 가짐과 동시에, 경영에 대한 결정권(동시에 손실에 대한 책임)을 갖고 있는 형태를 볼 수도 있다.  그러나 현대적 주식회사의 출현에 의하여 이러한 현상은 크게 변모하였다. 즉, 주식회사의 경영은 전문적 지식과 풍부한 경험이 필요하게 되어 근대적 경영자의 탄생을 보게 된 것이다. 이리하여 주식회사의 소유자(株主)는 극히 제한된 범위 내에서만 그 기업체의 경영에 대하여 결정권을 행사한다. 그 결과로서 주식회사의 경영에 대한 많은 사항중에서 결정권이나 경영권은 그 소유주로부터 경영자에게 이양되었다.  주식회사의 소유권이 분산되면 될수록 경영자의 지위는 강화된다. 주주의 모임인 주주총회는 이사 선출을 통해서 간접적인 영향밖에 주지 못한다. 또 근로자의 지위향상에 따라 노동조합이 경영에 영향을 주는 제3의 집단으로 등장하였다. 그러나 이 노동조합의 대표자는 조합원의 권익을 위하여 제한된 범위 내에서만 그 영향력을 행사한다.  이상에서 본 바와 같이 실질적인 실력자는 경영자이다.

## 발전 과정의 형태별 분류
경영의 형태는 여러 가지 각도에서 분류할 수 있고, 또한 형태별로도 그 발전과정을 엿볼 수 있는데 그 분류기준은 다음과 같다.
1. 규모별 ― 소기업(小企業)·중기업(中企業)·대기업(大企業)
2. 출자자(出資者)의 공사(公私)구분별 ― 사기업(私企業)·공기업·공사합동기업(公私合同企業)·협동조합
3. 업태별(業態別) 내지 업종별(業種別) ― 상업·공업·광업·농림업·수산업, 그리고 상업의 분화형태인 매매업·은행업·보험업·운수업·창고업·무역업 및 각종의 서비스업 등
4. 출자·경영 및 지배의 결합관계별
① 법률형태별：개인기업·합명회사·합자회사·유한회사·주식회사,
② 경제형태별：1인이 출자자인 동시에 경영자인 개인기업, 소수인의 출자자 경영인의 인적 집단기업, 출자와 경영이 분리된 소수경영의 혼합적 집단기업, 다수의 출자자와 소수의 경영자로 이루어지는, 즉 출자와 경영이 완전 분리된 자본적 집단기업
5. 기업집중(企業集中)의 형태
  - 카르텔(cartel, Kartell)：기업연합(企業聯合)
  - 트러스트(trust)：기업합동(企業合同)
  - 콘체른(concern, Konzern)
  - 콩글로머리트(conglomerate)：다각적합병(多角的合倂)
6. 기술적 내지 자본적 결합의 특수형태별 ― 콤비나트(combinat)·다국적기업(多國籍企業) 등

이상의 분류는 경영형태를 광의(廣義)로 해석하여 여러 가지 측면에서 본 것이며, 한 가지 기준에 속하는 형태의 종류도 대체로 그 발전과정에 따라 나열한 것이다.
현실적으로 하나의 기업은 위에 열거한 몇 가지의 기준개념을 아울러 가지고 있음을 유의하여야 할 것이다. 예컨대 어느 회사가 법률적으로 주식회사인 동시에 규모별로는 대기업에 속하며, 내외자(內外資)가 합작된 국제기업인 따위이다.

### 공업기업의 예
경영형태의 발달을 경영사(經營史)적 관점에서, 그리고 경제발전의 핵심체라고 볼 수 있는 공업기업에 국한한다면 여기서 기본적 경영형태의 발전과정을 파악할 수 있을 것이다. 공업의 성립에는 인류의 식품생산 문제의 해결을 전제로 한다.
즉, 생산력이 낮았던 고대사회에서는 공업은 농한기에 부업으로 이루어졌을 뿐이고, 독립적 공업의 성립은 중세의 수공업에서 시작된다. 중세의 수공업은 오로지 수공업자의 비공개적 개인의 수완에 의존하는 기술을 주제로 한 공업이다. 수공업자는 독립된 생산자로서 스스로 생산수단을 마련하여 노동에 종사하고 그 밑에서 일하던 직인이나 견습공(apprentice)도 완전한 수공업자로서 독립하게 되기까지의 수업(修業)단계에 놓여 있어, 이때는 자본주의 사회에서와 같은 계급의 분열은 존재하지 않는다. 여기에서 생산되는 제품은 수공업자의 정성이 깃든 공예품이며, 주문생산이 지배적인 것이다. 이와 같은 중세 수공업이 생산력에 있어서의 개인적 한계는 공장제수공업(工場制手工業：매뉴팩처(manufacture))에 의하여 타파되고, 자본제 생산양식이 시작된다.
공장제수공업의 형태는 자본주의적 공업의 출발점이 되는 것인데, 이 형태는 하나의 자본 밑에 다수의 노동자를 한 장소에 집합시켜 공동으로 노동시킴으로써 결합노동에 의한 새로운 생산력을 창출하는 것이다. 자본이 타인을 지배하는 형식은 이미 초기의 상인 지배의 선대제공업(先貸制工業：Verlagssystem)에서도 나타난다. 이 형태는 주문상(注文商)의 상업자본이 수공업자의 제품을 매수하고, 뒤에 수공업자에게 원료를 공급하고 자금을 선대(先貸)하거나 혹은 생활자료나 도구를 대줌으로써 제품을 값싸게 매입하는, 말하자면 수공업자가 상업자본에 예속되는 형태인 것이다. 초기의 공장제수공업은 분업의 도입으로 생산력이 높아지고 이 형태가 산업혁명 때까지 지속되었다.
자본가적 가내공업(資本家的家內工業)의 형태는 매뉴팩처 형태의 발전에 따라 도구를 기계로 바꾸게 됨으로써 종전의 수공업적 기술의 한계는 타파된다. 종전의 도구는 인간 또는 우마(牛馬)의 힘에 의존하는 것이지만, 기계에 의하면 동력만 가하면 기구로써 구성된 도구가 자동적으로 작업한다. 그리하여 도구의 기계화인 작업기(作業機), 이어서 동력기(動力機), 동력전도기구(動力傳導機構)의 발전에 의하여 생산은 기계화되고 기계경영으로서의 공업형태가 확립된다. 그리하여 다수의 동종의 작업기가 병렬되고 단순히 협업하는 근대적 공장, 그리고 더 나아가 서로 보완하는 이종(異種)의 작업기가 결합된 기계체계로서의 근대적 공장의 형태가 생성하였다. 기계체계는 그것이 1개의 자동적 동력기에 의하여 운전되는 경우, 하나의 거대한 자동적 기구를 형성하고 기계경영의 형태로서 고도의 발전을 이룩한다. 기계경영도 산업자본주의 시대에 들어서면 증기기관의 동력기로부터 전동력(電動力)의 시스템으로 이행하여 제작품의 유동(流動)순서에 따라 전생산과정을 연속적·통일적으로 재편성한 유동작업방식을 채용하며, 자동제어 장치의 출현으로 최고의 발전단계에 도달한다.

## 서양 근대의 경영형태
서양 근대의 경영형태(또는 기업형태)는 산업혁명 이후 생겨났다. 이와 같은 현상은 구체적으로는 영국의 산업혁명에서 찾아볼 수 있다. 18세기 중엽의 영국은 생산력 증대, 경제활동에 있어서의 자유 확보, 국내의 상업의 확장, 운송수단의 발달 등으로 국민의 생활수준은 대폭 향상, 종래의 경영활동과는 다른 새로운 경향이 나타나게 된 것이다. 당시 영국은 해상권(海上權)을 장악, 미주(美洲)·아프리카 그리고 동양에 걸친 광대한 시장(市場)을 지배했고, 국내에는 구매력 있는 중산계급이 다수 존재했고, 따라서 농민과 도시 근로자의 생활수준은 대륙에 비해 상당히 높았다. 또한 영국의 상품은 실용성을 지니고 있어 대량생산에 적합했고, 이 밖에도 지리적인 이점, 외국의 우수한 숙련공을 유치할 수 있었던 종교정책으로 공업발전의 기초가 구축되었던 것이다. 또한 영국의 산업혁명을 가속화시킨 요인으로서는 풍부한 석탄매장량과 활발한 상업활동에 의한 민간자본의 축적 등을 들 수 있는데, 무엇보다도 강력한 원동력이 된 것은 바로 인적 자원이었다. 즉, 세계시장과 수요동향을 정확·신속히 파악·예측하고 새로운 발명을 채용하며, 조직력을 최대한으로 발휘함으로써 대규모 생산을 실시한 우수한 기업가들의 출현이 그것이다. 대부분이 중산계급 출신의 비국교도(非國敎徒)인 이들의 출현으로 새로운 형태의 기업, 새로운 체제의 경영활동의 태동이 시작된 것이다.

### 생산기술의 변혁
영국의 공업 가운데 급속한 기술변혁을 일으켰던 부문은 면직물 공업이었다. 면업은 영국에 있어서는 비교적 역사가 짧은 새로운 공업이었기 때문에 기술변혁의 과정에서 별다른 저항을 받지 않았다. 즉, 원료가 풍부했고, 또 면업이란 본래 '여자들의 일'이라는 관념으로 노동자들의 반대나 저항이 없었다. 영국의 경우 면업에 있어서의 방직공정은 18세기 후반 제니방직기(spinning jenny)·수력방직기(water frame), 크럼프턴의 물방직기 등에 의해 계속적으로 기계화가 추진되었다. 이에 비해 직포공정(織布工程)의 기계화 과정은 약간 다르다. 즉, 카트라이트의 직물기계(power loom) 발명이 3대방직 기계의 발명과 거의 같은 시기에 이루어졌음에도 불구하고 노동자들의 저항과 반대에 부닥쳐 그 보급 템포가 지연된 것이다. 이에 따라 섬유공업에서 가장 역사가 오랜 양모공업(羊毛工業)은 면업의 기계화에 따라 방모공업(紡毛工業)으로, 그리고 소모(梳毛)공업으로서, 또 방직공정에서 직포공정으로 서서히 기계화가 진행되었다. 이와 같은 섬유공업의 기술혁명은 노동력의 절약이라는 목적에서 단행되었다. 그리고 이 목적은 제대로 달성되었다. 그러나 제철업의 경우는 노동력 절약보다는 연료전환에 그 목적이 있었기 때문에 새로운 연료를 사용, 제품의 품질을 향상시키고 생산량을 증가시키기 위하여 기술도입이 문제가 되었으며, 18세기 초엽의 철강에 대한 생산혁명은 기계가 그 전제조건이 되었다.

### 생산조직의 변혁
생산기술의 변혁은 곧 생산조직의 변혁을 가져왔다. 섬유공업을 예로 들어 보면, 종래에는 가내공업 시스템(domestic system)이 일반적으로 보급되었고, 이와 병행하여 공업자를 동일 작업장에 모아 도구를 생산수단으로 하는 공장제수공업(Manufaktur, manufacture)이 일어났는데, 동력에 의한 기계사용의 필연성이 점차 높아짐에 따라 기계를 설치한 공동작업장이 출현하게 되었고, 이로써 공장제 경영(factory system)으로의 이행(移行)이 필연적으로 이루어지게 되었다. 즉, 기술이 혁신되는 새로운 기계가 계속 발명됨에 따라 이에 대응하는 생산조직이 생겨난 것이다. 생산수단이 기계화되었다는 사실은, 즉 수공업 형태에서 공장제 형태로 전환되었다는 사실은 곧 상품의 표준화, 자본지배(資本支配)의 강화를 의미한다. 또 고용자와 노동자와의 관계는 단순한 현금관계(cash nexus)에 놓였다. 가내공업·공장제수공업에서 볼 수 있었던 정신적 유대관계는 점차 소멸되어 간 것이다.

### 수송수단의 발달과 인구증가
대량생산에 따라 다량의 원료를 수입하거나 제품을 원거리 지방에 반출시키기 위해서는 교통기관에 대한 정비가 무엇보다도 필요불가결한 문제가 되었다. 또한 새로운 시장의 개척·확보와 기존 시장의 확장·유지를 위해서는 수로 또는 육로에 의한 교통의 신속성과 함께 안정·보장문제가 뒤따르게 되었다. 영국에 있어서의 철도의 부설은 산업혁명이 어느 정도 진행된 후에 비로소 이루어졌지만, 19세기 중엽에는 이미 4,600마일의 철도를 개통시켰다. 이러한 철도가설은 제철업에 크게 영향을 주었고, 공업의 지역화(localization), 노동자의 가동성(mobility) 증대에 있어 크게 기여하였다. 또한 해상교통에도 증기기관이 이용되면서 해외와의 연락 및 상품의 수출입이 보다 긴밀해지게 되었다. 따라서 이러한 일련의 교통혁명은 기업 규모의 확대 내지는 새로운 형태의 출현을 유도하게 되었다. 한편, 산업혁명을 전후한 인구의 격증도 서양 근대의 경영형태의 출현을 간접적으로 촉진하였다. 비록 인구격증이 출생률 증가와 사망률 감소, 인구이동(이민 등을 포함)에 기인한 것이었으며 또 산업혁명은 대가족의 부양을 가능케 했고, 생활수준을 향상시키긴 했지만, 역으로 생각해 보면 격증한 인구 즉, 대가족의 부양을 위해서는 그에 필요한 수입이 있어야 했고, 이것은 이 수입을 보장할 수 있는 공장제 경영(factory system)의 출현에 대한 촉진제적 역할을 하게 된 것이다.

### 공장제수공업
공장제수공업(manufacture)은 산업혁명을 계기로 수공업경영(handicraft system)·가내공업경영(house industry)에 뒤이어 나타난 것으로서, 수공업과는 달리 처음으로 자본주의적 성격을 띤 공업 경영형태를 말한다. 가내공업경영은 생산작업적인 입장에서 보면 수공업경영과 비슷하다. 즉 가내공업에 있어서의 노동자(또는 기술자)는 상호간 사업적으로 교섭을 갖지 않고 개개인이 개인적이고 주관적인 기능을 중심으로 하여 분산적인 생산활동에 종사하였기 때문에 여기서는 단순한 의미의 협업이 인정될 뿐이었다. 그러나 산업혁명을 계기로 한 경제사회의 발전은 마침내 이와 같은 산거적(散居的) 노동자(또는 기술자)를 한 작업장에 집합, 그들 사이에서 이른바 분업을 성립시키게 되었다. 이것은 또 자본적·생산기술적인 면에서도 1인의 기업가의 지배체제를 확립시켰는데 이렇게 성립된 것이 매뉴팩처(工場制手工業)이다. 따라서 매뉴팩처의 특징은 '분업에 의한 협업(協業)'의 성립인데, 이로써 '분업에 의한 이익'의 발현을 인정하게 되었다. 이에 따라 기업자는 단순히 상업자본가적(商業資本家的)인 기능을 담당할 뿐 아니라 생산기술적인 지배도 그 임무로 하기에 이르렀다. 여기에서 비로소 산업자본가적(産業資本家的) 성격을 인정하게 되었는데, 이것은 매뉴팩처의 또 하나의 특징이 된다.

### 공장제공업 경영
근대 자본주의에 역사상 가장 특징적인 것으로서, 산업혁명 과정에서 매뉴팩처 다음 단계에 나타난 공업경영형태이다. 역사적으로 보아 매뉴팩처가 보다 발달한 것은 18세기였다. 이것은 역사적으로 가내공업 경영에서 공장제공업 경영으로 발전하는 과정에서 과도기적으로 나타난 형태라 할 수 있다. 왜냐하면 분업의 성립과 생산의 객관화는 종래의 인간의 숙련에 대치되는 기계의 발명과 그 채용을 가능케 하였기 때문이다. 다시 말해서, 매뉴팩처의 발달은 기계의 발명을 촉진, 이것을 채용함으로써 종래의 생산형태와는 다른 성격의 공장제공업 경영을 성립시킨 것이다. 따라서 공장제공업의 대두는 노동자의 숙련에서 기계의 작업으로 생산의 중심이 옮겨지는, 즉 매뉴팩처의 주관적 분업에 의한 것과 다른 자동적(또는 객관적) 생산기구에 숙련노동자가 종속되는 것을 뜻한다. 그리고 이것의 출현으로 인하여 경제사회구조는 커다란 변혁을 가져와, 이른바 산업자본주의 시대 또는 공업자본주의 시대로 접어들었다. 공장제공업 경영은 방직공업 등의 경공업 부문에서 처음 성립되었고, 이것이 공작기계, 즉 기계를 생산해내는 기계의 출현으로 점차 중공업 부문으로 진출하게 되었다는 것이 일반적인 견해이며, 이 2가지 과정을 거쳐 모든 공업부문에 침투하게 되었다.

#### 공장제공업 경영의 특징
공장제공업 경영은 기계 위주의 대규모 경영, 산업자본가가 임금 노동자들을 협업시켜 그 생산물을 판매, 이윤을 획득하는 조직이라는 기본적 특징이 있는데, 이를 상술하면 다음과 같다. 즉, 첫째로 공장제공업의 성립은 경영적 생산에 있어서 '기계의 우위성'을 확립시켰고, 둘째 노동자의 숙련 또는 기능을 객관화·공통화하여 그 질을 변혁시켰으며, 셋째로는 새로운 기사(技師), 기타 '직원' 계층을 성립시켰다는 데서 그 특징을 찾을 수 있다. 종래에는 매뉴팩처에 있어서만 하더라도 숙련이란 곧 제품의 생산과 직결되는 것으로, 숙련노동자는 이것에만 관심을 가졌다. 그러나 공장제공업의 성립은 기계, 기타 작업수단의 제작·시설 및 그 보전에 관한 전문적 기술과, 이것을 지니고 있는 '기사'와 같은 '기술계층'을 성립시켰고, 생산활동도 이것을 명확히 구분, '작업'과 '관리' 2가지를 수직적으로 분화시켰다. 여기서 관리직능의 확립은 사무를 전문적으로 담당하는 많은 직원을 필요로 하게 되었고, 이에 따라 '사무원층'의 발생을 가져왔다. 뿐만 아니라 공장제공업의 발전은 기사·사무원 등의 질적·양적 증대를 초래하였다.

## 근대 중국의 경영방식
중국 상가의 특징 中國商賈－特徵 근대 중국(청조말)의 특징에는 여러 가지가 있으나 가장 대표적인 것은 17세기 유럽의 길드와 비슷한 조직인 '회관(會館)', '공소(公訴)'의 존재이다. 역사적으로 상인과 수공업자에 대한 법률의 보호가 불완전한 것을 기회로 대소 관리는 관권(官權)을 전단(專斷)하여 사복(私服)을 채웠으며 명문사족(士族)들은 권위를 내세워 그 횡포가 극심한 형세 아래, 상민들인 상인이 생명과 재산을 지키려면 동향자나 동업자끼리 단결하여 상호 보호구제하는 길밖에는 별도리가 없었기 때문이다. 이러한 자위적 요구에서 발생한 것이 회관 또는 공소라 불리는 조직인데, 이 조직은 차차 발달하여 상호의 보호구제를 목적으로 한 소극적인 것에서 적극적으로 공동이익의 보호증진을 목적으로 한 것이 되었다. 회관에는 입법·사법·행정을 맡은 부서가 설치되어 유럽제국의 길드와 같은 동업조합에서 정치단체적인 요소가 가미된 독특한 것이 되었다. 중국 상가의 굳은 단결력은 세계적으로 유명한데, 이것은 중국의 천성이라기보다는 이러한 조직을 통해 공동운명을 의식한 데서 온 것이라 생각된다. 중국의 상가는 유럽의 길드와 같이 도제(徒弟)양성의 제도가 있어 친척이나 친구의 자제를 맡아 상업경영을 습득시켜 왔는데, 이 과정에서 태만하거나 정직하지 않은 점 등 결점이 발견되면 가차없이 축출하였고, 일단 축출된 사람은 아무도 채용하는 사람이 없었다. 이러한 관습은 중국의 상가가 신용을 생명처럼 알게 하는 원동력이 되었다.

### 중국상가의 자본
고대부터 중국의 상가들은 친척·친구끼리의 합자형식이 많았다. 출자자들은 서로 믿을 수 있는 친척이나 친지에 한했고, 출자자 수는 많아야 20∼30명, 보통은 3∼4명에 지나지 않았는데, 가장 일반적인 것이 풍기(豊記：3인조)·협기(協記：3인 내지 6인의 합자)·공기(公記：10인 내외의 주식) 등이었다.

### 투자방법
사업경영에는 관판(官辦) 즉 관영의 것, 관상합판(官商合辦) 즉 관민공영, 상판(商辦) 즉 민영의 3종이 있다.
(1) 관판 ― 독점적 성질을 가진 철도·기선·광무(鑛務) 등의 공공기업은 다른 나라와 마찬가지로 국가사업으로서 경영했으며, 그 자금은 중앙정부 및 성(省) 관아에서 지출하거나 주식을 공모하기도 하고 외국의 차관에 의한 것도 있었다.
(2) 관상합판 ― 관가·민간상인의 출자로 이루어진 형태로, 관판과 상판의 중간적 형태이나 완성되지는 못하였다.
(3) 상판 ― 완전한 개인기업으로, 투자방법에 따라 다음으로 나눈다.
① 자기 자본에 의해 자기 스스로 경영하는 것,
② 대영(代營), 대판(代辦) 또는 포판(包辦)이라 불리는 것으로 사업경험이 많은 사람에게 자본을 맡겨 영업상 일체의 관할을 맡기는 것,
③ 합자(合資) 또는 합동(合同) 등이 있는데, 합자에는 공기·협기·풍기 등의 형태가 있음은 앞에서 말한 바와 같다.

### 경영자
중국의 상가에서는 최고경영자인 주인을 동가(東家)라 부르는데, 운영형태에 따라 자영·대영·합자의 3가지가 있듯이, 동가에도 3종의 구분이 있다. 즉 재동(財東)이라 불리는 자본주, 고분에 있어 고표(肌票)를 소유한 고동(肌東), 타인의 출자에 의해 독자적으로 사업을 경영하는 영동(嶺東)이 그것이다. 동가 밑에는 관사적(管事的)이라 불리는 지배인이 있어 일체의 사무를 처리하고 고용인의 임면에서 상벌에 이르기까지 광범위한 권한을 행사하였으며, 최고경영자인 재동·고동 등에 대해서는 경영상에 관한 모든 책임을 졌다. 지배인은 경우에 따라서는 신원보증금이란 명목하에 약간의 출자를 하여 이에 대해 일정한 이익배당을 받는 경우에 있으나, 원칙적으로는 일정한 보수와 연말 영업성적에 따라 일정한 상여금을 받았다.

## 근세 일본 에도 시대의 경영
소위 에도 시대라 불리는 16∼19세기의 일본의 산업은 아직도 농업이 지배적인 생산이었다. 한편 에도 중기 이후 상품화폐경제가 발달하여감에 따라 농민이 구입하는 상품의 양도 증가하였다. 소금·어개류(魚介類)·도자기·금속가공품 등은 농민들이 구입하던 중요한 상품이었으나, 중기 이후 여러 가지 상품들이 거래되었다. 과자·술·담배·직물·신발·기름·종이·약품·우산 등의 소비품과 특수한 농기구·어비(魚肥) 등이 농촌에 흘러들어 이러한 상품들을 판매하는 상점들이 번성하였고, 상품경제의 발달에 따라 화폐의 유통도 전국적으로 확대되었다. 이상과 같이 화폐경제가 발달해감에 따라 겸업적인 농촌공업이 발달하였고, 나아가서는 본격적인 도시공업을 발전시키는 계기가 되었으며, 근대적인 상업 및 화폐금융체제로의 발판이 되었다.

### 공업경영
공업은 처음에 도시를 중심으로 발달했으나, 농촌에도 부업적인 가내공업이 발달하였고, 지방 영주들의 물산장려정책에 의해 전국 각지의 특산물이 많이 생산되었다. 공업경영의 형태는 17세기경에는 도이야제(問屋制) 가내공업이 19세기말에는 공장제 수공업이 생겨났다. 공업의 종류로는 직물공업·도자기공업·칠기(漆器)공업·양조공업 등이 왕성했다.

### 도시의 공업
도시의 공업은 쇼쿠닌(職人)이라 불리는 공인(工人)들에 의한 수공업이 대부분이었는데 쇼쿠닌들은 '나카마(中間)'라 불리는 동업조합을 조직하였고, '도제제도(徒弟制度)'를 채용했다. 나카마는 조합원의 자격을 규제, 인원을 제한하여 영업의 독점권을 장악하고 제품의 가격·생산량을 협정, 자유경쟁을 금지했다. 나카마는 영업의 독점권을 인정받는 대신 막대한 금액을 통치자인 바쿠후나 지방영주에게 바쳤다. 쇼쿠닌이 되려는 자는 조합원이 쇼쿠닌에게 도제로서 일정기간 근무하며 기술을 익힌 다음에야 쇼쿠닌이 될 수 있었는데, 그러나 한 사람 몫의 쇼쿠닌이 되었다 해도 누구나 나카마에 가입할 수는 없었다. 나카마에서는 가부(株)라 불리는 일정한 정원이 있었기 때문이다. 따라서 가입하지 못한 쇼쿠닌은 가입한 쇼쿠닌에게 고용될 수밖에 없었으며, 이러한 쇼쿠닌은 임금 노동자에 지나지 않았고, 상업자본은 이러한 쇼쿠닌을 이용하여 도이야제 가내공업을 형성해 갔다.

### 도이야제 가내공업
도이야라 불리는 상업자본가가 가내공업에 자금·원료·도구 등을 미리 대부하고 생산에 관한 지시를 하며, 완성된 제품은 전부 인수하여 판매하는 형식이다. 이 방식에서는 가내공업자는 제품의 판매시장에서나 원료의 구입시장에서나 밀려나게 되어 위탁가공하는 데 지나지 않았고, 끝내는 완전히 도이야에 예속된 임금노동자가 되었다. 이러한 도이야는 농촌에서는 상인화(商人化)·고리대금업자화한 유력한 지주였으며, 도시에서는 상인·고리대자본가였다.

### 상업의 경영
에도시대에는 바쿠후가 징수한 연공미(年貢米)와 지방영주들이 전매제도에 의해 농민들로부터 강제로 매수한 지방특산물을 오사카·에도 등지로 보내 상인들을 통해 판매하였고, 지배계급인 무사들은 녹미(祿米)로 받은 쌀을 받아 각종 생활필수품을 사들이는 등의 이유로 상업이 매우 발달하게 되었다. 이 때문에 상품생산이 활발해지고 화폐경제를 발전시킨 계기가 되었다.

### 구라모토·가케야
지방 영주들이 거둬들인 연공미와 매수한 특산품을 오사카·에도 등지의 대도시로 수송·판매하기 위해 '구라야시키(藏屋)'라 불리는 창고겸 거래소를 마련하고, 관리자로 무사(武士)를 임명했으나, 실제 운영은 구라모토·가케야라 불리는 민간인이 맡았다. 구라모토는 지방영주가 보내온 쌀이나 특산물을 보관·출납하는 상인으로서, 영주로부터 봉급을 받았을 뿐 아니라 물품 매각에 따르는 구전을 받았다. 가케야는 물품매각 대금을 보관하여 지방영주가 필요할 때 송금하며 필요한 자금을 융통해 주는 것이 임무로서, 이들은 지방영주의 재정이 궁핍해지면 자금을 대부해 주고 높은 이자를 받았는데, 지방영주들은 이 대상(大商)의 경제력에 압도당하는 형편이었다.

### 상업의 형태
상업이 발달함에 따라 상업은 생산으로부터 분리되었고, 상인도 도이야·나카가이(仲買)·소매상 등으로 전문화했다. 도이야나 나카가이는 가부나카마(株仲間)를 조직, 도야마의 매약(賣藥) 상인이나 오우미 지방의 상인들은 행상(行商)으로 전국에서 활약했다.

### 도이야와 나카가이
도이야는 하주(荷主)의 위탁을 받거나 하주로부터 사들여 구전을 얹어 나카가이에게 파는 상인이다. 도이야에는 집하(集荷)를 주요 업무로 하는 것과 다른 지방으로서 이출(移出)를 다루는 2종류가 있다. 나카가이는 도이야로부터 상품을 사들여 소매상에 팔거나 생산자·하주로부터 상품을 사 모아 도이야에 파는 상인으로서 이 시대의 상품유통이나 경제활동은 도이야와 나카가이를 중심으로 이루어졌다.

### 오우미상인
오우미상인의 출신자는 중부 일본의 시가현으로, 오우미상의 영업형태는 행상(行商)에서 출발하여 유망한 지방에는 지점을 설치하고 그곳에 정착, 그 지방의 경제실권을 장악했다. 상업뿐 아니라 공업·어업·금융업에까지 손을 대어 홋카이도의 어장과 해산물을 지배했으며, 매약(賣藥)·의류(衣類) 등의 행상과 간장·된장·술 등의 양조업을 경영하기도 했다. 오우미상인이 발전한 이유로서는 이 지방이 곡창이라 불릴 정도로 농산물이 풍부했고, 수륙 양쪽으로 교통이 편리한 때문이라 할 수 있다. 한편 오사카 지방을 근거지로 상세(商勢)를 떨친 '오사카상인'은 오우미상인의 성격을 계승·발전시켜서 형성된 것이다. 또 에도 지방에는 에도상인이 있었으나 그 세력은 오사카상인에 미치지 못했다.

## 한국의 전통적 경영형태
한국의 전통적인 경영형태는 역사적으로 보면 1900년대를 기점으로 하여 그 이전, 즉 구한말(舊韓末)까지의 상업 경영형태를 말할 수 있다. 다시 말해서 보부상제도·객주(客主)제도·공장(工匠)·도고(都庫)·개성상인 등을 중심으로 한 전근대적 경영형태를 들 수 있다.

### 보부상
보부상이란 봇짐장수(褓商)와 등짐장수(負商)를 말한다. 이들은 모두 행상인이란 뜻으로서, 전자는 포목·관구(冠具)·유기(鍮器)·연죽(烟竹)·갓·붓·먹 등의 물품을, 후자는 목기(木器)·담배·건어(乾魚)·소금 등의 물품을 취급, 대(隊)를 이루어 각지의 개시일(開市日)에 따라 소매행위를 하는 일종의 순회상인(巡廻商人)이다.
보부상은 조선 초기에 태조 이성계가 8도에 임방(任房)을 설치, 보부상 단체 조직을 허락한 데서 비롯되었다고 하나, 그 이전에도 보부상은 존재하였고, 조선조에 이르러 위정당국의 보호를 받게 된 것으로 보인다. 보부상단(褓負商團)은 임진왜란·병자호란 때에는 운반으로써, 1866년 프랑스함대의 침입시에는 통신으로 공을 세웠고, 그 후에 보부청(褓負廳)을 설치, 전국적인 체계를 확립하게 되었는데,
이처럼 조직이 크게 발전할 수 있었던 것은 ① 이들의 업무가 서민생활과 민첩한 관계를 맺고 있었다는 점, ② 단결이 잘 되었다는 데 있다.
즉, 보부상의 상행위는 필수품을 취급했기 때문에 민중생활과 불가분의 관계가 있었고, 그들의 조직은 서구의 길드(guild)처럼 일종의 불문율이 있어 거래행위에 있어 이것이 철저히 지켜졌고, 단원간에 정신적 결탁이 맺어져 상부상조했던 것이다. 더욱이 이들은 시장관리(市場管理), 시장세(市場稅) 징수의 특권마저 지니고 있어 보부상단은 유통기관으로서 독점적 위치를 차지했고, 당시의 유통경제를 지배했다. 보부상대의 조직은 중앙기관으로 보부청이 설치되어 있고, 여기에서 전국에 산재한 부부상들을 관할·지도했다. 이는 근대적 상업자본의 형성과 함께 몰락하게 된 한국 전통적 상인조직이라 하겠다.

### 객주제도
객주제도란 조선시대에 발달된 한국의 중요한 상업·금융기관의 하나이다. 이것은 생산자로부터 소비자에게 이르는 상품의 유통과정이 복잡해짐에 따라, 즉 상품시장의 확대수요량측정이 곤란해짐에 따라 발생하는 일종의 중개업이라 하겠다. 객주(客主)의 업무는 상품의 매매가 주가 되지만, 창고업·위탁판매업·운수업의 업무를 비롯하여 오늘날의 은행 업무와 비슷한 일도 하였고, 하주(荷主)에 대한 숙박업도 겸하였다. 다시 말해서 객주는 생산자나 상인들의 화물을 받아들이고, 그들의 위탁에 따라 매매를 알선, 그 구전(口錢)을 받았으며, 화물 위탁자나 이것을 살 사람에게 화물을 담보로 대금의 체당(替當)이나 자금융통을 해주었다. 이때 토지·가옥 등의 부동산을 담보로 하는 경우도 없지 않았으나 신용대부(信用貸付)가 일반적이었다. 객주제도의 특색은 화물거래·대금체당(替當)·자금융통 등을 할 경우 어음을 발행하거나 인수하고, 이것으로써 원격지간(遠隔地間)의 재화·금전의 결재를 대행했다는 점이다. 그리고 객주의 환표(換票)의 사용은 교통이 불편했던 당시의 사정을 고려할 때 여각(旅閣)이나 지방 상인들에게 많은 도움이 되었을 것으로 보인다. 이 밖에도 하주의 자금 또는 왕실·양반 등을 위하여 예금을 취급한 객주는 이와 같은 업무를 통하여 거대한 상업자본의 축적이 가능하였는데, 조선 말기(1876년 강화도 조약 체결 이후)에는 외국무역을 담당, 외국상인과 교섭을 벌여 외국상품의 판매에 중개역할을 하였다. 또한 외국상품의 유입에 따라 객주들은 객주회(客主會) 또는 박물회(傳物會)를 조직, 서양의 길드(guild)적 동업조합으로서의 기능을 발휘하기도 했는데, 인천과 부산에 25개의 객주를 설치([1890년]]), 화물의 도매업과 창고보관업·운수업 등을 맡아보다가 1930년대에 이르러 없어졌다.
14세기 중엽 영국의 양모업(羊毛業) 부문에서 발달됐던 푸팅 아웃 시스템(putting out system: 선대제도(先貸制度)), 독일에서 발달한 페를라크 시스템(Verlages system), 프랑스의 객주업(commandite industrielle)과 비슷하다.

### 고려시대의 공장
본래 수공업에 종사하던 공인(工人) 또는 장인(匠人)은 고려·조선조에 수공업자로 전환하게 되었는데, 고려시대에는 세습제로서 정부직영하에 각종 수공업장(手工業場)이 설치되어, 여기서 정부 감독하에 각종 물품을 제작, 국가의 수요를 충당했다.
관영공장(官營工匠)을 지휘·감독하는 관서는 다음과 같다.
① 토목·건축을 담당하는 선공장(繕工匠),
② 각종 병기(兵器) 제작을 담당하는 병기시(兵器寺),
③ 각종 장신구의 제작을 관리하는 공조서(供造署),
④ 금은 세공품 제작을 관리하는 장야서(掌冶暑),
⑤ 세공 잡품(雜品)의 제작을 담당하는 도교서(都校暑),
⑥ 각종 염료(染料)의 제조와 염색작업을 담당하는 도렴서(都染署),
⑦ 직물 제조를 담당하는 잡직서(雜織署),
⑧ 궁정의 특수견직물 수요를 담당하는 액정국(掖庭局),
⑨ 왕실 어용(御用)의 거마를 장리(掌理), 각종 마구(馬具)·차바퀴 제조를 담당하는 봉거서(奉車署) 등.
위의 각 관서에는 관인이 배치되어 국가의 수요에 따라 물품을 제작케 했는데, 물품제작을 맡는 장인들의 기술적 지도체제로서 지유승지(指諭承旨)·행수대장(行首大匠) 등의 계층이 있어 물품제작의 기술면을 지휘·감독하였다. 이러한 조직은 제작되는 물품의 종류에 따라 조직되던 신라시대의 조직과는 달리 국가의 용도에 따라 분류되었으며, 노동급부조직(勞動給付組織)에 있어서도 노예적 노동급부에 의존하던 신라시대와는 달라 고려시대 장인의 노동 급부는 임노동적(賃勞動的) 성격을 띠었다.

### 조선시대의 공장
조선조의 공장은 관영(官營) 공업의 범주에 속하여 경공장(京工匠：중앙)과 외공장(外工匠：지방)을 설치, 예속된 장인을 중심으로 편성되었으며, 중앙과 지방 관부(官府)의 공업적 수요를 충당하였다. 『경국대전』에 의하면, 공장을 보유하는 중앙의 관아로는 공조(工曹)·봉상시(奉常寺)를 비롯하여 30여 개의 관사가 있었으며, 모두 작업을 할 수 있는 수공업장을 가지고 있었다. 이에 대하여 각 도·부(府)·읍에 소속된 외공장(外工匠)은 경기 153, 충청 564, 경상 1,129, 전라 775, 강원 225, 황해 221, 영안(永安) 180, 평안 214로서 장인은 모두 3,361명이었으며, 종별은 약 27종이었다. 외공장에서 제작하는 수공품의 종류가 적었던 것은 경공장에 제공되는 원료품·반제품 외에는 지방 관아 및 일반 민수(民需)에 꼭 필요한 것만 제작해야 한다는 제약이 있었기 때문이다. 조선조에서 고려시대와는 달리 관영공업에 소속된 장인은 원칙적으로 노예적 노동급부를 담당하였다. 그러나 한편으로는 관영공업의 책임을 완수하면 이른바 자기경영(自己經營)에 종사할 수 있었다. 즉, 공역(公役)의 의무를 담당하는 외에 자기경영을 하는 대신 이에 대해서 국가는 공장세(工匠稅)를 징수함으로써 장인은 자유로운 독립수공업자로서 생산분야를 담당할 수 있게 된 것이며 이것은 노동급부양식의 퇴조현상을 의미한다. 그러나 조선조 중기에 이르면 대부분의 장인은 자기경영에 종사, 국가의 공업적 수요는 장인세·시장교환에 의존하게 되는데, 이에 따라 장인의 생산·판매는 독점적 경향마저 띠게 되었다.

### 개성상인
개성상인은 송도상인(松都商人) 또는 송방(松房)이라고도 하는데, 객주(客主)·도상(都商)·거간(居間)·산상(散商)·장꾼(場軍) 등이 있으며, 상업 사용인으로서는 수사환(首使喚)·사환·차인(差人) 등이 있다. 고려조의 수도였던 개성은 조선조 초기의 천도(遷都)와 함께 종래의 시장거래 및 상설점포(常設店鋪)의 영업은 갑자기 쇠미해졌고, 더욱이 개성출신이라 하여 조정의 외면을 당하게 되자 상업으로서의 입신을 강구, 행상을 시작한 데서 개성상인이 대두한 것으로 보이는데, 이들의 경제지식 및 상업거래상의 활동은 대단하여 마침내는 상권(商權)의 전국지배까지 발전하였다. 개성상인의 특징은 선천적 근면성과 예민성 그리고 성실성과 단결성을 들 수 있다. 이들의 조직은 상인 밑에 수사환(首使喚)·사환·차인(差人)으로 되어 있으며, 도제(徒弟)에 해당하는 사환은 품성과 환경에 대해 유력한 인사의 보증을 필요로 하였다. 사환은 수습기간(대체로 5년 정도)에는 무보수로 봉사하면서 상거래를 배우며, 이것이 끝나면 수사환이 되어 상인, 즉 고용자로부터 거의 무이자로 소자본의 융자를 받아 상인으로서 독립, 지방행상으로 출발하여 자본을 축적, 완전한 상인이 된다. 이렇게 해서 개성상인 상호간의 유기적인 관계가 이루어지고, 이것은 그들 특유한 장부조직과 함께 상권 지배의 원동력이 되었다.

#### 개성상인의 장부조직
조선조의 가장 강력한 상인으로 등장한 개성상인은 그들 특유의 부기법을 사용하였는데, 이를 개성부기 또는 4괘송도치부(四罫松都治簿)라 한다. 개성부기는 그 체계가 단순한 것도 있으나, 장부조직이 비교적 분화되어 초일기·봉차록(捧次錄)·봉차장책(捧次帳冊)·시재책(時在冊)·각 인물출입기(各人物出入記) 등을 갖추고 있는 것도 있다. 개성부기의 기원에 대해서는 역사적 확증은 없으나 당시의 여러 가지 사정으로 보아 서구의 복식부기 기원보다 오래 되었을 것으로 추측된다. 복식부기의 발달은 동서에 있어 행상·교역 및 원격지거래에 따른 출장자(出張者)·대리자의 회계처리, 출자자와 영업주(營業主)가 분리된 경우 등에 나타난 것인데, 개성상인은 이른바 행상·객주·도상(都商) 등이 그 중심이 되었던 것이다. 4괘송도치부(四罫松都治簿)는 개성부기 가운데 가장 발달된 것으로 이것을 가리켜 개성부기라고도 한다.
개성부기의 중심구상으로서의 4괘(四罫)는 다음과 같다.
① 봉차(捧次)다른 곳에서 가져오는 뜻이며, 기장(記帳)에 있어서는 '方'이라는 문자로 사용된다.
② 환상(還上)다시 들어오는 뜻,
③ 급차(給次)준 사람의 뜻으로, '入'이라는 문자로 표시되며,
④ 환급(還給)불출(拂出), 즉 서양부기의 차변(借邊)과 대변(貸邊)의 뜻이 되다.
이들 표시는 각기 별개의 일기장을 갖춘다.